# Sebolido
Sebolido ist eine Gemeinde (Freguesia) im portugiesischen Kreis Penafiel. In ihr leben 823 Einwohner (Stand 19. April 2021).